# VAJAのミズイロタイム
VAJAのミズイロタイム（『Ms.Pro presents VAJAのミズイロタイム』※Ms.Proの読みは「ミズプロ」）は、女性の生き方、働き方について考えるラジオプログラム。

## 概要
仕事も趣味も家族や友人との時間も自由に組み立てながら人生を充実させていくための生き方や考え方をゲストやリスナーとともに考えていく。
女性の生き方が多様化するなか、仕事に集中したい、今はプライベートを重視したい、子育てをしながら可能な範囲で働きたいなど自分の人生を充実させるために今までにない柔軟な働き方を希望する人が増えてきている。そんな女性たちをこの番組では「ミズイロ世代」と名付ける。（ミズイロは色彩心理学の視点では「自由」「自立」「自然体」などのキーワードがある）
また、この番組は、地上波で放送されたトークの内容をオリジナルコンテンツとしてポッドキャストで配信することになっている。

## 放送日時
2025年2月24日（月・祝）13:00～14:00

## パーソナリティ
VAJA（ポッドキャスター。音楽家。）

## 放送局
- ニッポン放送

## ゲスト
- ともさかりえ

## スポンサー
- GIP株式会社（サービス名：Ms.Pro）

## メッセージテーマ
「私こう変わりました。こう変わりたい！」

## OA曲
- カプチーノ / ともさかりえ
- クララシューマン作曲　ピアノ三重奏曲ト短調作品十七より第二楽章

## 略歴
- 2025年2月17日（月）12時00分　情報解禁
- 2025年2月21日（金）12時00分　ゲスト ともさかりえ　発表
- 2025年2月24日（月・祝）13時00分　放送